# Edwin Zoetebier
Eduard Andreas Dominicus Hendricus Jozef "Edwin" Zoetebier (Purmerend, 7 de maio de 1970) é um ex-futebolista neerlandês que atuava como goleiro.

## Carreira
Revelado pelo RKAV Aalsmeer, jogou profissionalmente por 20 anos, estreando na temporada 1988–89 pelo FC Volendam, onde atuou em 220 jogos até 1997, quando foi contratado pelo Sunderland para ser reserva do francês Lionel Pérez. Nos Black Cats, jogou apenas 2 partidas, ambas pela Copa da Liga Inglesa, voltando ao seu país em 1998 para defender o Feyenoord, novamente como opção de banco. Em sua primeira passagem pelo Stadionclub, atuou apenas uma vez.
Na temporada 2000–01, voltaria a ter uma sequência de jogos vestindo a camisa do Vitesse (37 partidas), regressando ao Feyenoord pouco depois. Novamente como reserva de Jerzy Dudek (e revezando a titularidade com Patrick Lodewijks após a saída do polonês), Zoetebier entrou em campo 83 vezes (58 pela Eredivisie), ganhando a Copa da UEFA de 2001–02 sobre o Borussia, ao vencer por 3 a 2.
Defendeu também PSV Eindhoven e NAC Breda, onde pendurou as chuteiras em 2008, voltando ao Volendam no mesmo ano como treinador de goleiros, onde teve outras 2 passagens (2015–16 e desde 2018).

## Títulos
Feyenoord
- Eredivisie: 1998–99
- Supercopa dos Países Baixos: 1999
- Copa da UEFA: 2001–02

PSV Eindhoven
- Eredivisie: 2004–05 e 2005–06
- Copa dos Países Baixos: 2004–05